# Antico Caffè Greco
Pour les articles homonymes, voir Antico.
L’Antico Caffè Greco (appelé aussi Caffè Greco) est le nom de l'un des plus célèbres et anciens cafés de Rome. Il est situé via Condotti, dans le centre historique de Rome.

## Historique
Ouvert par un Grec (d'où son nom) appelé Nicola della Maddalena vers 1760, il est sans doute le plus connu et le plus ancien café de Rome. Véritable lieu chargé d'histoire, il est aménagé en une enfilade de petites salles aux murs pourpres couverts de tableaux complétées par de petites tables en  marbre et de fauteuils de velours. En 1780, Wilhelm Heinse, dans son Tagebuch einer Reise nach Italien le décrit comme le lieu préféré des Allemands de passage à Rome.
C'est à Salvioni, son propriétaire durant le blocus continental, qu'est due l'invention de la petite tasse à café, cette denrée étant devenue rare et chère : après 1815, il continua à vendre son café ainsi.
En 2019, le café est menacé de fermeture, le propriétaire - l'hôpital juif de Rome - exigeant une augmentation du loyer de 17,000 à 150,000 euros par mois.

## Clients célèbres
Au fil du temps, le caffè Greco a vu défiler de nombreux intellectuels parmi lesquels Stendhal, Goethe, Bertel Thorvaldsen, Byron, Franz Liszt, Keats, Hector Berlioz, Felix Mendelssohn, Nikolai Vasilyevich Gogol, Carlo Levi, Cardinale Gioacchino Pecci (futur pape Leon XIII), Orson Welles, Arthur Schopenhauer, Gabriele D'Annunzio, etc. Encore aujourd'hui, le Gruppo dei Romanisti, cénacle de chercheurs et de savants passionnés par la ville de Rome, s'y réunit une fois par mois.
Son aspect actuel date de 1869 et, en 1953, il est déclaré monument d'intérêt historique.

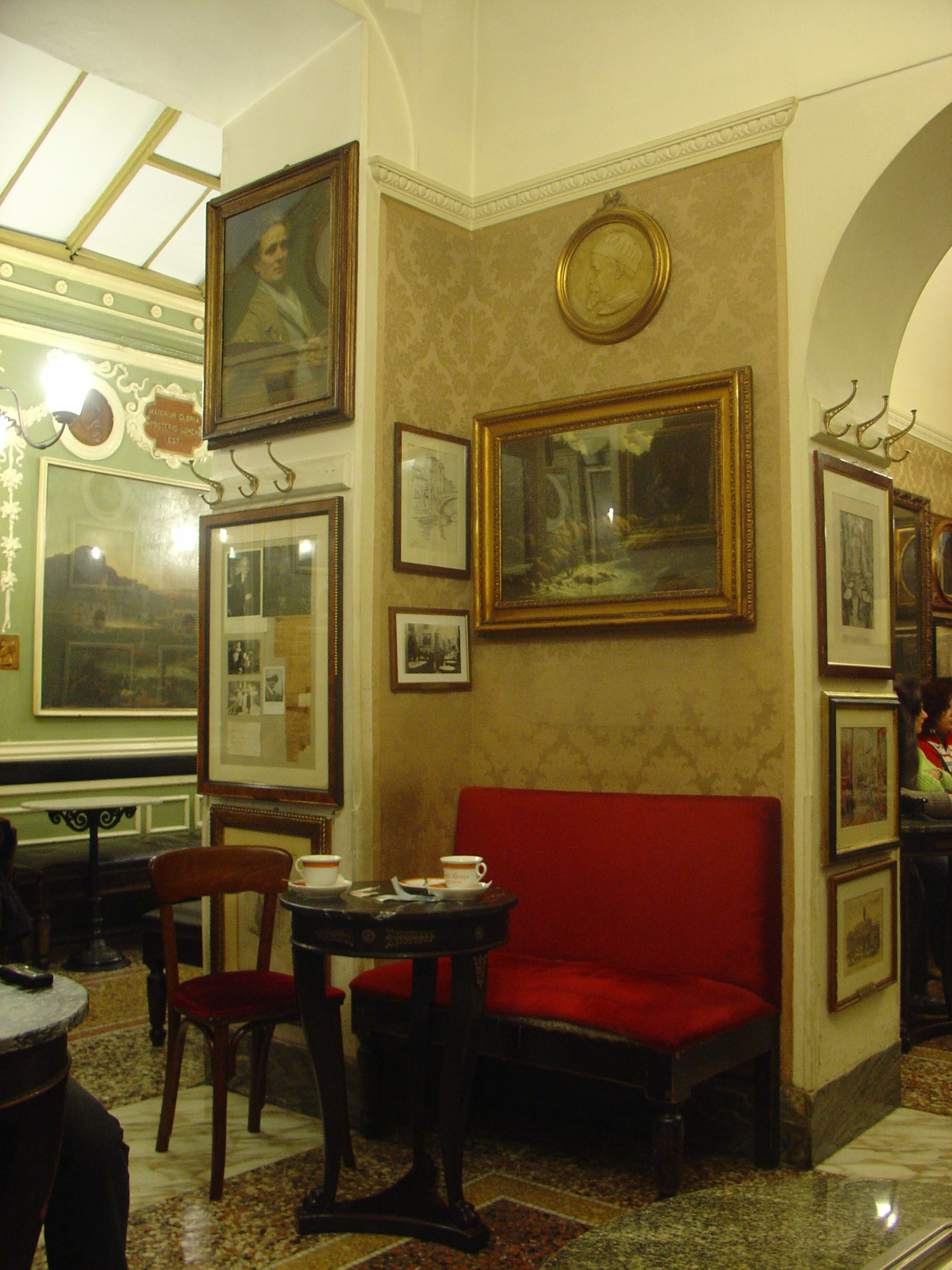
Vue intérieure : les murs sont couverts de gravures et de peintures...
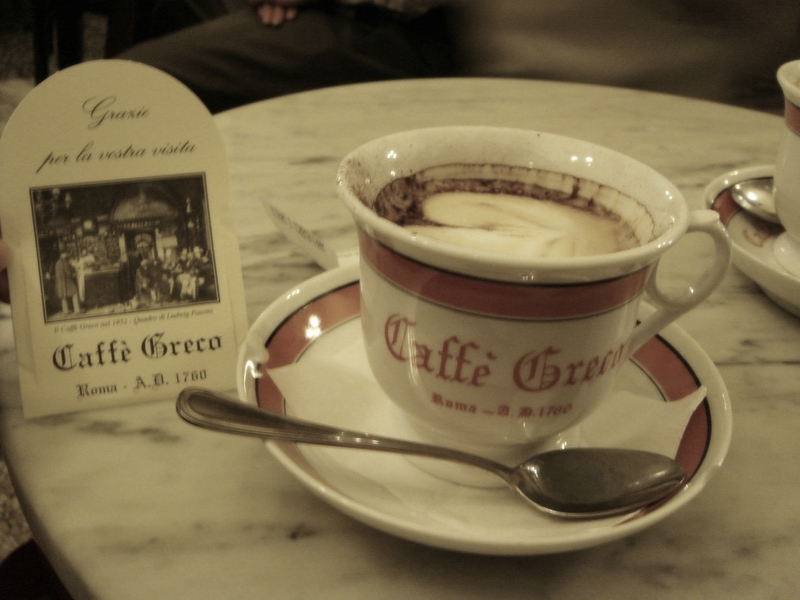
Une tasse de caffè macchiato.